# Gare de Limersheim
La gare de Limersheim est une gare ferroviaire française de la ligne de Strasbourg-Ville à Saint-Louis, située sur le territoire de la commune de Hipsheim, à proximité de Limersheim, dans la collectivité européenne d'Alsace, en région Grand Est.
Elle est mise en service en 1841 par la Compagnie du chemin de fer de Strasbourg à Bâle. C'est une halte voyageurs de la Société nationale des chemins de fer français (SNCF), du réseau TER Grand Est, desservie par des trains express régionaux.

## Situation ferroviaire
Établie à 151 mètres d'altitude, la gare de Limersheim est située au point kilométrique (PK) 15,333 de la ligne de Strasbourg-Ville à Saint-Louis entre les gares de Fegersheim - Lipsheim et d'Erstein.

## Histoire
La « station de Limersheim » est mise en service le 1er mai 1841 par la Compagnie du chemin de fer de Strasbourg à Bâle, lorsqu'elle ouvre à l'exploitation la section de Strasbourg (Koenigshoffen) à Benfeld. Elle est établie sur le territoire du ban communal de Limersheim, qui compte 450 habitants. C'est une « petite station » qui n'était pas prévue sur le projet d'origine de la ligne, mais qui a été ajoutée sur les études définitives du fait des avis exprimés lors des enquêtes préalables au tracé final.
Du 15 août 1841 au 31 mai 1842 la station de Limersheim délivre des billets à 2 135 voyageurs pour une recette de 2 026,60 francs, auquel s'ajoute 36,70 francs pour le service des bagages et marchandises.
En 2009, la ligne est en travaux, pour rendre le train plus attractif, une 3e voie réservée pour les TER est inaugurée le 14 décembre 2009 entre Benfeld et Fegersheim - Lipsheim. Outre l'ajout d'une voie supplémentaire, on a construit un troisième quai et un souterrain pour y accéder, les trois quais dispose d'un abri et d'un panneau d'information lumineux. Cette inauguration permet également la mise en place du cadencement de la ligne. Cela se traduit par une desserte toutes les demi-heures aux heures de pointe et toutes les heures aux heures creuses.

## Fréquentation
De 2015 à 2024, selon les estimations de la SNCF, la fréquentation annuelle de la gare s'élève aux nombres indiqués dans le tableau ci-dessous.
| Année     | 2015   | 2016   | 2017   | 2018   | 2019    | 2020   | 2021   | 2022   | 2023    | 2024    |
| --------- | ------ | ------ | ------ | ------ | ------- | ------ | ------ | ------ | ------- | ------- |
| Voyageurs | 86 933 | 82 384 | 88 136 | 95 107 | 100 755 | 65 038 | 75 186 | 92 018 | 101 604 | 123 589 |

## Service des Voyageurs

### Accueil
Halte SNCF, c'est un point d'arrêt non géré (PANG) à accès libre. Elle dispose de trois quais avec abris et panneaux lumineux et est également équipée d'un automate pour l'achat de titres de transport TER
La traversée des voies et le passage d'un quai à l'autre s'effectuent par le nouveau souterrain et par des escaliers et le pont routier situé à proximité immédiate.

### Desserte
Limersheim est une halte voyageurs SNCF du réseau TER Grand Est desservie par des trains express régionaux de la relation Strasbourg-Ville - Sélestat, ou Colmar.

### Intermodalité
Un parc pour les vélos et un parking pour les véhicules y sont aménagés.